# Coenosia ignobilis
Coenosia ignobilis är en tvåvingeart som beskrevs av Stein 1911. Coenosia ignobilis ingår i släktet Coenosia och familjen husflugor. Inga underarter finns listade i Catalogue of Life.